# Bandiera dell'Arizona
La bandiera dell'Arizona è composta, nella metà superiore, da tredici raggi di colore rosso e oro rappresentanti le 13 contee dello Stato e il sole dell'Arizona, mentre nella metà inferiore è completamente blu, per rappresentare la libertà.
Al centro della bandiera, c'è una stella a cinque punte di color rame per rappresentare le miniere di rame dello Stato.
Venne disegnata nel 1911 dal colonnello Charles W. Harris, capo della guardia nazionale dell'Arizona, come bandiera della squadra di tiro ai campionati militari dell'esercito statunitense. Venne adottata come bandiera dello Stato nel 1917.